# Rogoža
Rogoža is een plaats in de gemeente Garešnica in de Kroatische provincie Bjelovar-Bilogora. De plaats telt 276 inwoners (2001).